# Kraft von Byern
Kraft Adam von Byern (geboren am 25. Dezember 1886 in Parchen; gestorben am 30. Oktober 1918 in Düsseldorf) war ein preußischer Regierungsassessor und von 1916 bis 1918 auftragsweise Landrat des Kreises Grevenbroich.

## Leben
Der Protestant Kraft von Byern war ein Sohn des Rittergutsbesitzers Rudolf von Byern aus dessen zweiter Ehe mit Agathe von Byern, geborene Coqui, aus Groß Germersleben. Er wuchs auf dem Grundbesitz Schloss Parchen der Eltern auf. Nach Abschluss seiner schulischen Ausbildung und des nachfolgenden Universitätsstudiums zunächst als Regierungsassessor in Hoya tätig, fand er im Weiteren und in der Nachfolge von Emil Erckens auf dem Landratsamt Grevenbroich Beschäftigung, mit dessen Leitung er vom 15. September 1916 bis zum 28. Februar 1918 auftragsweise betraut war. Der unverheiratet gebliebene von Byern starb im Alter von 31 Jahren im Evangelischen Krankenhaus in Düsseldorf.